# Değirmen
Değirmen (en turc el molí) és una pel·lícula turca del 1986 dirigida per Atıf Yılmaz i protagonitzada per Şener Şen i Serap Aksoy. La pel·lícula està adaptada de la novel·la homònima de Reşat Nuri Güntekin.

## Argument
La trama de la pel·lícula ambientada a Sarıpınar el 1914; Quan un governador de districte molt entregat a la seva feina fa una festa només una nit i la dansa del ventre es mou ràpid en aquest entreteniment, pensa que està passant un terratrèmol i la notícia arriba a les oïdes del soldà i fins i tot a tots els països del món.

## Repartiment
- Şener Şen
- Serap Aksoy